# Spook

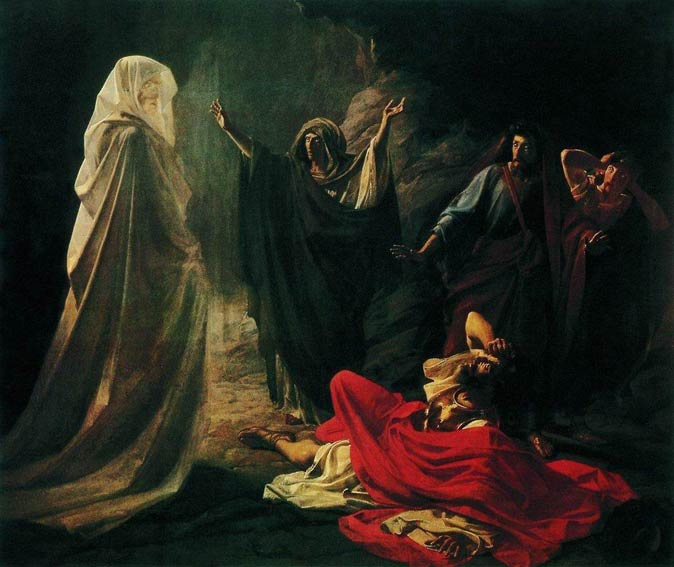
Heks van Endor, schilderij van Nikolaj Ge (1857)

Een spook, fantoom of geestverschijning is een vermeend verschijnsel dat in het volksgeloof doorgaans in verband wordt gebracht met de ziel of geest van een overleden persoon die niet tot rust kan komen. Het geloof in spoken is gebaseerd op de oude gedachte dat de menselijke geest kan worden gescheiden van het lichaam en kan voortbestaan na de fysieke dood. De plaats waar de geest van de overledene rondspookt, associeert deze met een sterke emotie die hij in het verleden onderging, zoals wroeging, angst, of de verschrikking van een gewelddadige dood.
Het beeld van hoe spoken eruitzien en zich gedragen varieert sterk per verhaal of cultuur. Een spook wordt meestal voorgesteld als een kleurloze schim. In films, al naargelang het genre, zijn spoken doorzichtige wezens die door gesloten deuren kunnen zweven of lopen, waarbij ze vaak weeklagen, of figuren die met een soort laken zijn overdekt en een holle lach kunnen produceren.

## Opvattingen
Er zijn vele - soms elkaar tegensprekende - theorieën over spoken. Er bestaat geen algemeen aanvaarde definitie voor.

### Natuurwetenschap
Vanuit natuurwetenschappelijk perspectief is men sceptisch over het bestaan van spoken. Door fysicalisten wordt het bestaan van zuiver spirituele wezens ontkend en is het bestaan van spoken volgens deze (dominante) stroming onmogelijk. Er is nog nooit een dergelijke entiteit in een verifieerbare situatie waargenomen. De gangbare wetenschappelijke opvatting is daarom dan ook dat spoken niet bestaan en zuiver fictief zijn.

### Ziel
Een van de duidelijk niet-wetenschappelijke opvattingen is dat een spook de ziel (waarmee hier het "emotionele residu" wordt bedoeld) is van een overledene die op aarde achterblijft, terwijl de geest losgekoppeld is en naar hogere (heilige) sferen gaat, naar de hemel of (volgens de theosofische stroming) Devachan.
Anderen denken dat een spook het etherisch dubbel (een fijnstoffelijk lichaam) of een astraallichaam van iemand is (spiritisme).

### Afdruk
Een andere opvatting betreft de mogelijkheid dat wanneer iemand door geweld (moord of zelfmoord) om het leven komt, of een andere zeer sterke emotie heeft ondergaan tijdens het sterven, er de kans bestaat dat er een inprint of 'afdruk' van die persoon achterblijft op de plaats waar men stierf, die zich vervolgens als spook kan manifesteren bij mensen die hiervoor een gevoeligheid bezitten. Ook mensen die voor hun dood zeer sterk gehecht zijn geweest aan hun huis zouden verantwoordelijk kunnen zijn voor zo'n 'afdruk'. Wat waargenomen wordt is dan geen dolende ziel die met opzet komt spoken, maar een opname die telkens opnieuw voor degenen die daarvoor ontvankelijk zijn wordt 'afgespeeld'. Het zou een verklaring bieden voor de bewering dat spoken in een oud kasteel of herberg soms honderden jaren lang precies dezelfde handelingen lijken te verrichten, zonder dat er variatie in optreedt.

## Achtergrond

### Fotografie

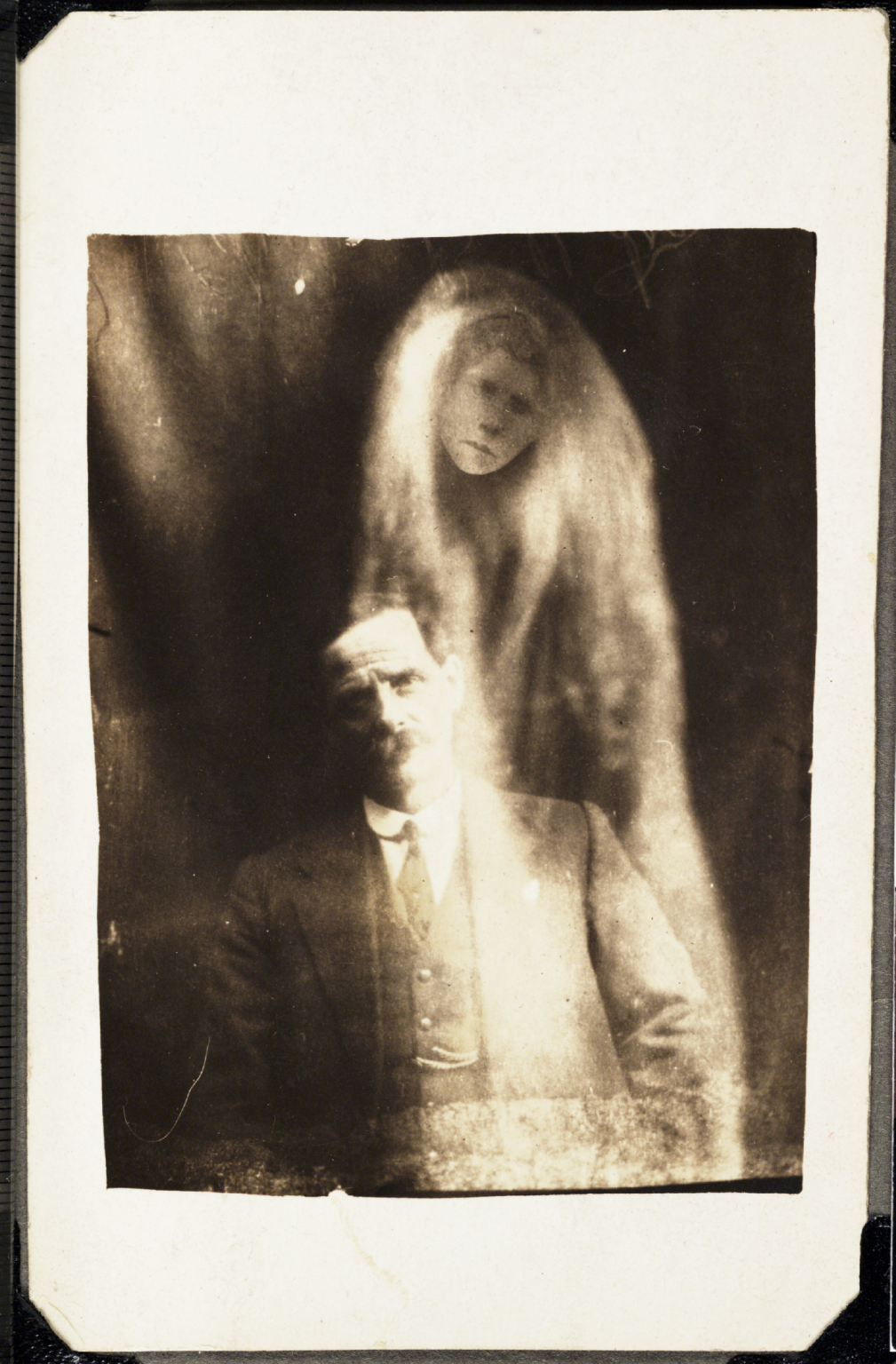
Foto van een man met de geest van zijn tweede vrouw. William Hope (1863-1933)

Er zijn gevallen bekend waarbij op een foto soms een figuur of gestalte is afgebeeld die bij het nemen van de foto niet zichtbaar was. Deze figuur, vaak een vage schim, kan tussen andere mensen staan of zitten. Soms kloppen de proporties niet of is slechts een gedeelte van de figuur te zien.
Vooral in de begintijd van de fotografie doken veel van dit soort foto's van verschijningen op. Een deel valt te verklaren uit onzuiverheden in de gebruikte chemicaliën, een deel uit toevallig licht zoals lens flare, spiegelingen in de toen nog niet gecoate lenzen, lekkende balgen, lekkende cassettes waarin de fotografische platen werden vervoerd en lichtlekken in de donkere kamer. Het grootste deel is echter nu voor elke fotograaf te herkennen als moedwillige dubbele belichting of fotomontage.

### Spookbeeld
Een spookbeeld is een werkelijk visueel waarneembaar geprojecteerd verschijnsel dat men niet verwacht. Het ontstaat door algemeen wetenschappelijk aanvaardbare optische wetten die echter in eerste instantie niet meteen als zodanig worden herkend.
Het kan bijvoorbeeld een fata morgana (luchtspiegeling) zijn doordat de optische eigenschappen van de atmosfeer door temperatuursinversie anders zijn dan men gewend is.
Of het hierboven beschreven doorzichtige beeld op een fotofilm uit een camera, veroorzaakt doordat het transport van het filmrolletje heeft gehaperd. Ook bij elektronische sensoren en camera's kunnen spookbeelden ontstaan. Deze worden vaak veroorzaakt door afnemende gevoeligheid van sommige pixels omdat die uitgeput raken door langdurige belasting (of overbelasting). Bij een beveiligingscamera die langdurig gebruikt is op slechts één locatie blijft dat "spookbeeld" dan steeds door de echte beelden heen schijnen. Bij grote verschillen in lichtintensiteiten kunnen sommige beelden langer blijven bestaan en op die manier spookbeelden worden die door nieuwe beelden heen schijnen. Dan ziet men bijvoorbeeld iemand door een snel passerende auto heen lopen.
Bij het bekijken van stereofoto's kan het gebeuren dat men met het ene oog ook het beeld ziet dat voor het andere oog bestemd is. Ook dit heet een spookbeeld. Men ziet dit als de polarisatiefilters niet perfect zijn, als het projectiescherm de polarisatie verstoort, en bij lineaire polarisatie als men het hoofd een beetje scheef houdt. Ook bij anaglief zijn spookbeelden mogelijk.

### Visuele waarneming
Vanuit de neurologie is bekend dat wat we denken te zien niet 100% overeenstemt met het beeld dat via ons netvlies het brein bereikt. Het brein krijgt visuele informatie (soms gecombineerd met andere zintuiglijke informatie als geur of geluid) en construeert daar razendsnel een beeld van. Visuele waarneming is dus altijd een proces van verwerking door het brein van het beeld dat op het netvlies valt, aangevuld met beelden uit het geheugen van iets wat we eerder hebben gezien, of juist wat we verwachten te zien. Soms kan hierdoor een illusie ontstaan, als het brein als het ware te snel een conclusie trekt. Het verschilt van persoon tot persoon hoe dit proces verloopt. Dit proces wordt geïllustreerd door voorbeelden van mensen die, na het overlijden van bijvoorbeeld een goede vriend, korte tijd erna denken hem op straat te hebben gezien: het brein combineert de visuele informatie van iemand die op de vriend lijkt met beelden uit het geheugen. Ook verklaart het waardoor getuigen van bijvoorbeeld een ongeluk of misdaad, verschillende dingen gezien kunnen hebben. Bovendien beïnvloeden onze emoties, waaronder angst, onze waarneming. Als je bang bent voor spoken, zul je dus ook sneller denken dat je er een ziet. De getuigenissen van mensen die zeggen een spook of geest gezien te hebben, zijn dus altijd zeer persoonlijk: hun brein construeerde een beeld bij de zeer beperkte visuele informatie die het binnenkreeg. Met name in het donker, als de visuele input minimaal is, moet het brein veel aanvullen en kan het dus makkelijk misgaan.
Om iets daadwerkelijk te zien is het nodig dat er licht op een object valt. De lichtstralen die door het object gereflecteerd worden bereiken het netvlies, dat vervolgens de informatie doorgeeft aan het brein. Ervan uitgaande dat een spook niet uit materie bestaat, kan er dus ook geen licht door weerkaatst worden en op het netvlies vallen. Dat betekent dat veronderstelde waarnemingen van spoken door het brein geconstrueerd worden.

### Spokenjagers

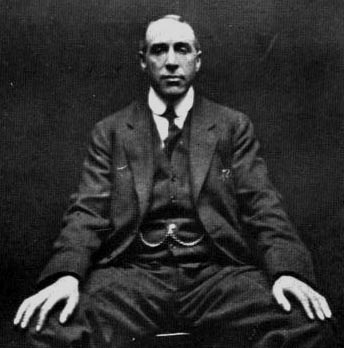
Harry Price was lid van The Ghost Club

Plinius de Jongere beschreef in de eerste eeuw na Christus voor het eerst een spokenjacht. De gebeurtenis zelf had minstens honderd jaar tevoren plaatsgevonden. Het betrof een onderzoek in een spookhuis in het antieke Athene behorende aan Athenodoros Cananites, een filosoof.
In 1862 werd in Londen The Ghost Club opgericht. Dit wordt beschouwd als de oudste vereniging die zich richtte op paranormaal onderzoek. Beroemde leden waren Charles Dickens, Sir William Crookes, Sir William Fletcher Barrett en Harry Price.
Rond 1970 werd het begrip meer bekend toen de Ghost Tracker’s Club werd opgericht (sinds 1981 Ghost Research Society (GRS)). Ook vele hobbyisten richtten zich op dit onderwerp.
Vooral na de film Ghostbusters is het spokenjagen als begrip bij het grote publiek bekend geworden.
Onder andere op YouTube zijn vele voorbeelden te vinden van spokenjachten in gebouwen waar het zou spoken (spookhuizen), waarbij vaak gebruik wordt gemaakt van zogenaamde spookapparatuur om paranormale verschijnselen ‘waar te nemen’.

## Rol in geloof

### Spiritisme
Spiritisten beweren 'geesten' van overledenen op te roepen die men vervolgens toestaat via het lichaam van een medium te spreken. Soms zou bij zeer gedempt licht zo'n geest als spook zichtbaar zijn. Spiritisten noemen de stof die zo'n geest een zichtbare gedaante geeft ectoplasma.

### Religie
In diverse religies vindt men het standpunt terug dat de ziel van een mens eerst gereinigd moet worden door vuur. Binnen het rooms-katholicisme wordt gesproken over het vagevuur, in de Griekse mythologie van Hades. In de Indiase cultuur (hindoeïsme) spreekt men van Kama-Loka, het begeerte-gebied (vergelijk de naam Kama Sutra = begeerte-strofen). In India noemt men een spook een Kama-Rupa, het begeerte-lichaam.
In Matteüs 14:26 en het Marcus 6:49 wordt beschreven hoe de discipelen van Jezus ten onrechte menen dat zij een spook waarnemen, als ze Jezus over het water zien wandelen.
In Jesaja 34:14 wordt Lilith genoemd en de NBG 1951 vertaalt dit als "nachtspook".
In het boeddhisme worden spoken petas genoemd.

### Esoterie
In Openbaring  20:6 staat: "Gelukkig ('zalig') is hij, die deel heeft aan de eerste opstanding; over hen heeft de tweede dood geen macht."
Occultisten en spiritisten geven een voor christenen ongebruikelijke exegese van deze tekst namelijk: "Gelukkig en heilig is hij die bij de dood van zijn lichaam (de eerste dood) één wordt met zijn essentie geest (de eerste opstanding) en geen spook achterlaat".
Een spook is hier een psychische tussennatuur met een tijdelijk leven dat dus de tweede dood moet sterven. Het is een soort psychisch lijk dat nog een bepaalde mate van (laag) bewustzijn heeft van voornamelijk lagere emoties. Dat is waarmee de spiritisten contact maken. Zie hieronder over de toestand waarin die spoken leven.

## Spoken inFolklore
- Witte wieven uit Nederland, deze verschijningen zijn in heel Europa bekend (in Frankrijk heten ze Dames Blanches, in Engeland White Woman (White Lady bij Walter Scott en in Duitsland Weiße Frauen). Er bestaan talloze volksverhalen over Witte wieven.
- La Llorona uit Mexico, wie haar 's nachts tegenkomt overleeft dit niet volgens de verhalen. Er zijn meerdere theorieën over wie deze figuur is.
- Het spook van het Solse Gat zou van een herder zijn die ooit een moord heeft gepleegd[4]. Er zijn meer spookverhalen over dit gebied.
- Het spook van Veenwouden heeft volgens het verhaal zijn geld verborgen met behulp van de duivel[5].
- Het spook van de Koningshof zal terugkeren als hij het Juffersgat heeft leeggeschept met een vingerhoedje.[6]
- Het spook van La Roche-en-Ardenne verkocht haar ziel aan de duivel omdat ze haar verloofde verdacht van ontrouw.
- Lemuren kunnen levenden waanzinnig maken, en volgen zelfs de doden in de onderwereld. De dag van het feest van de Lemuren was een dag van onheil, huwelijken werden niet gesloten op deze dag.
- Mania is een spookachtige godin. Ze wordt in verband gebracht met bevallingen, vooral bakers en kindermeisjes vrezen haar.
- In de sprookjes Het doodshemdje en De gestolen duit komen spoken voor.
- In Japan worden geesten of spoken Yūrei genoemd.
- In de hindoeïstische mythologie is de vetala een geest, spook of ondode.

## Spoken in verhalen en de amusementsindustrie

### Variaties
Spoken komen veelvuldig voor in de amusementsindustrie, zoals boeken, strips, films en televisieseries. Vaak zijn deze werken gebaseerd op bekende (oudere) spookverhalen. Onderling kunnen spoken echter per werk sterk verschillen in uiterlijk en gedrag daar veel schrijvers er hun eigen draai aan geven.
Een punt dat sterk verschilt per werk is hoe spoken eruitzien. In kinderboeken worden spoken vaak neergezet als lakens met twee zwarte gaten als ogen. In films zien spoken er vaak uit zoals toen ze nog leefden, maar zijn ze volledig wit en doorschijnend. Er zijn echter ook voorbeelden van films waarin spoken vrijwel totaal niet meer op mensen lijken zoals in Ghostbusters.
Een ander punt waar schrijvers op variëren is hoe spoken zich gedragen. In veel verhalen beschikken spoken over bovennatuurlijke gaven zoals onzichtbaar kunnen worden en bezit nemen van iemand. Wat doorgaans wel consequent blijft is dat spoken de overblijfselen zijn van overleden mensen. Toch wordt ook hierop gevarieerd. Zo komen in de serie Danny Phantom wezens voor die voor spoken doorgaan omdat ze uit een wereld genaamd de spookzone komen en dezelfde krachten bezitten als spoken die wel ooit mensen waren, maar die geen overleden mensen zijn. Ook in veel incarnaties van Casper het vriendelijke spookje is de hoofdrolspeler van nature een spook en geen overleden mens.
Een derde punt waarop wordt gevarieerd is in hoeverre spoken zichtbaar zijn. In Ghostbusters zijn de spoken voor iedereen zichtbaar, maar in de serie Ghost Whisperer zijn ze alleen zichtbaar (en hoorbaar) voor mensen met een speciale gave.

### Rol in de verhalen
In spookverhalen worden spoken vaak opgeroepen tegen hun wil. Zij worden ingeroepen als volvoerder van allerlei onheil (denk ook aan een vloek). Vaak echter komt degene die het spook oproept er ook niet zonder kleerscheuren vanaf.
Kwaadwillige spoken kunnen in verhalen aanzetten tot zelfmoord, waarna spoken de vrijgekomen levensenergie van gestorvenen voor zichzelf gebruiken. Spoken worden dan in verband gebracht met vampirisme waarbij bloed wordt onttrokken aan het slachtoffer om als voedsel te dienen.
Spoken kunnen jarenlang families of huizen kwellen, waardoor personen die doelwit zijn van de bezoeking, zich uit wanhoop soms gedwongen zien zich van het leven te beroven. Ook na de dood van het gekwelde slachtoffer kan een spook echter blijven rondhangen.
Edgar du Perron beschrijft in zijn autobiografische boek Het land van herkomst hoe hij als kind in de tuin van het ouderlijk huis in India een spook op een bank zag zitten.
Naast de ons bekende volksverhalen, literatuur en films, komt het spook ook in verhalen uit de hindoeïstische geloofswereld (maar ook andere) voor.

### Voorbeelden in fictie
- Het spook van de opera, roman over een spook van de Opéra Garnier door Gaston Leroux
- The Shining van Stephen King is meermaals verfilmd. Het gaat over een familie in geldnood die tegen betaling kan overwinteren in een verlaten hotel. Deze buitenkans blijkt toch niet zo gunstig als spoken die in het hotel rondwaren de nieuwelingen in hun macht proberen te krijgen.
- Het mysterie van St. Eustache
- Spoken (hoorspel)
- Spoken in de speelzaal, van Ulrich Karger
- De albums Spoken in huis, De spookfirma, Klavertje vier (De Kiekeboes-album) in de stripreeks De Kiekeboes.
- Het personage Sus Antigoon uit Suske en Wiske. Spoken zijn een terugkerend thema in deze stripreeks: Het Spaanse spook, De spokenjagers, Het witte wief en De formidabele fantast.
- Het spook van Bommelstein, uit de Bommelsaga
- Het Jommeke-album Het Jampuddingspook
- Spoken vormen een thema in de Neroalbums Het Zeespook, De Juweleneter, Pol de Pijpegeest, Het Kasteel der Zuchten, Het Spook van Zoetendaal en Het Spook uit de Zandstraat.
- Danny Phantom
- Het spook van Abercragghie
- Ghostbusters
- Ghost, een film uit 1990
- Booh!
- Het spook van Brugge, Vasco-stripverhaal
- In de verhalen van Paul van Loon komen meerdere keren spoken voor.
- Eddy C. Bertin heeft het in zijn roman Bloedrode Kamers over geesten die gevangen worden gehouden in vierkante kamers die langs binnen helemaal rood zijn.
- Spook tussen spoken van Willem Wilmink
- Het spook van Streefkerk
- Het spookslot aan de Loire
- Scooby-Doo and the Witch's Ghost, maar ook in andere Scooby-Doo-afleveringen en films komen spoken voor. Meestal blijkt er oplichting in het spel te zijn.
- Spook Olof, Spook Liechtenstein, Spook Broeder Luminel, Spook Esmeralda en Spook Graaf Edwin uit Kunt u mij de weg naar Hamelen vertellen, mijnheer?
- De Grijze Dame (en andere spoken) uit de Harry Potterverhalen
- Boo, een personage uit computerspellen
- Casper het vriendelijke spookje
- Don Carlos uit de televisieserie BOOH op VTM
- Het Japanse boek Ringu werd meerdere keren verfilmd, zoals The Ring en Ringu; personen die een bepaalde videoband bekijken zullen binnen enkele dagen sterven.

## Spion
De term spook (spreek uit spoek) wordt in het Verenigd Koninkrijk gebruikt voor spionnen. Zij zijn werkzaam bij de MI5 of MI6. De MI5 regelt de interne veiligheid van het Verenigd Koninkrijk, de MI6 draagt zorg voor de buitenlandse activiteiten.
Zie ook Spooks.

## Trivia
- Het uur tussen middernacht en één uur 's nachts wordt ook wel "het spookuur" genoemd. Een bijbehorende uitdrukking is Van twaalf tot één, zijn de spoken op de been.
- In de mythologie komen weleens schepen die zich kunnen voortbewegen zonder bemanning voor, waarbij dan wordt gesproken van een spookschip. Een bekend voorbeeld uit de volksverhalen van Nederland is De Vliegende Hollander van "spookkapitein" Willem van der Decken.
- Spoken kunnen voor veel staan, zo werd ooit gewaarschuwd: "Een spook waart door Europa – het spook van het communisme."
- Mogwai — hetgeen in het Chinees "spook" of "kwade geest" betekent — zijn beestjes uit Gremlins.
- Een mare is een spook of geest, zie ook nachtmerrie.
- Sommeltjes zijn spoken of geesten op Texel en Wieringen, zie ook kabouter en aardmannetje.
- gootspoken zijn beelden op of aan huizen die iets vertellen over dat huis of de bewoners. Zij worden gemaakt door Joris Baudoin.
- Een file die ontstaat door onnodig remmen wordt ook wel een spookfile genoemd.
- Wanneer een woning wordt gebruikt, meestal voor criminele doeleinden zoals drugshandel, terwijl er niemand op het adres staat ingeschreven, heet dat spookbewoning.[7]
- Sanas Chormaic geeft het meervoud morrígna als uitleg voor het woord spoken. En een 8e-eeuws glossarium noemt Macha als een van de  morrígna. Morrigan zou dan vertaald kunnen worden met 'Spookkoningin'[8].
- In Vlaanderen heten lichtgevende wit-gele verkeerspaaltjes spookjes.
- In een vooral in Nederland populaire kindermop dreigt iemand het "spook met de rode ogen" in plaats daarvan twee blauwe ogen te geven.

## Zie ook

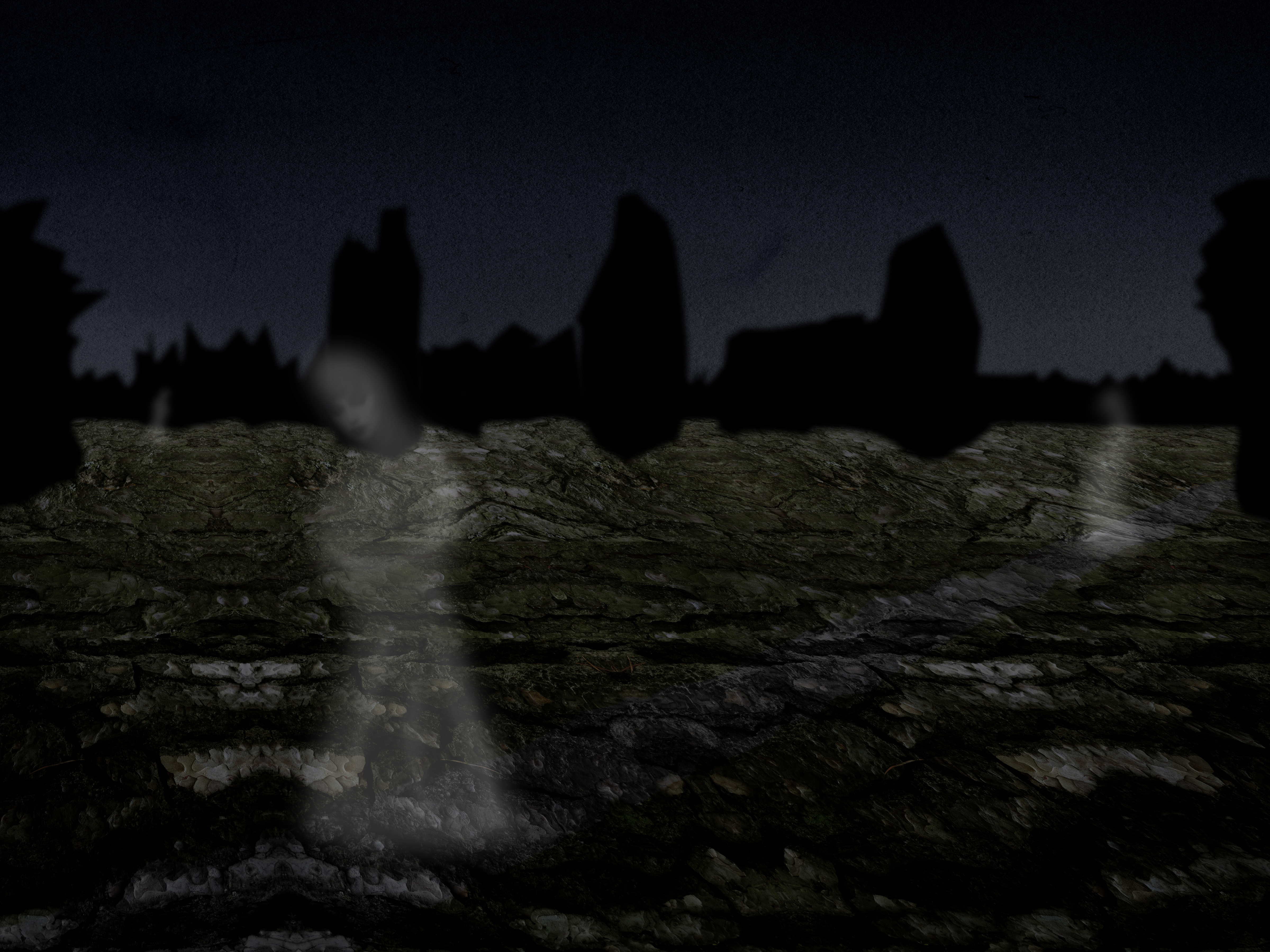
Drie spoken in een nachtelijk landschap, Gunnar Creutz, Falbygdens museum, Zweden